# Yakult

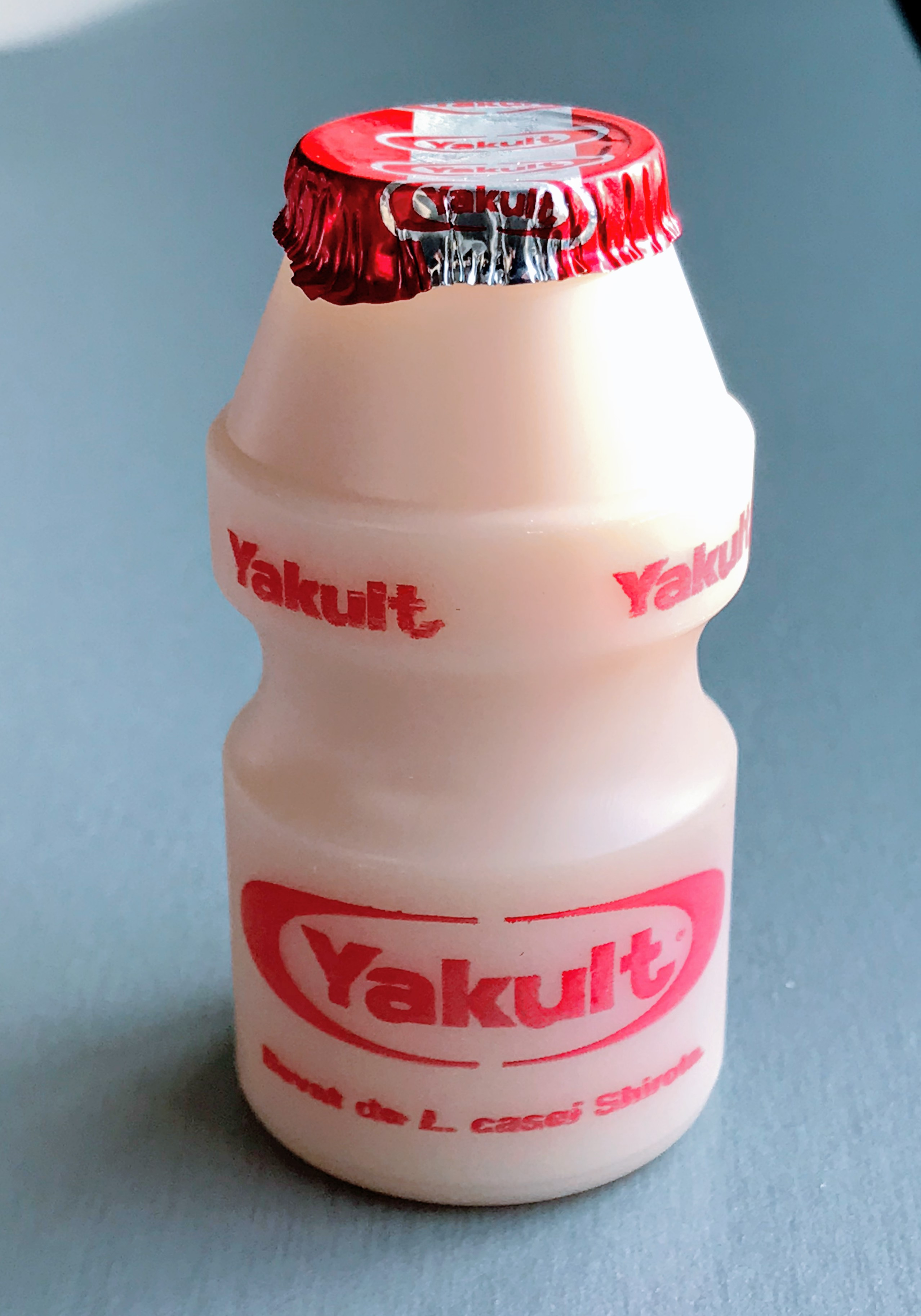
Eine Flasche Yakult (2018)

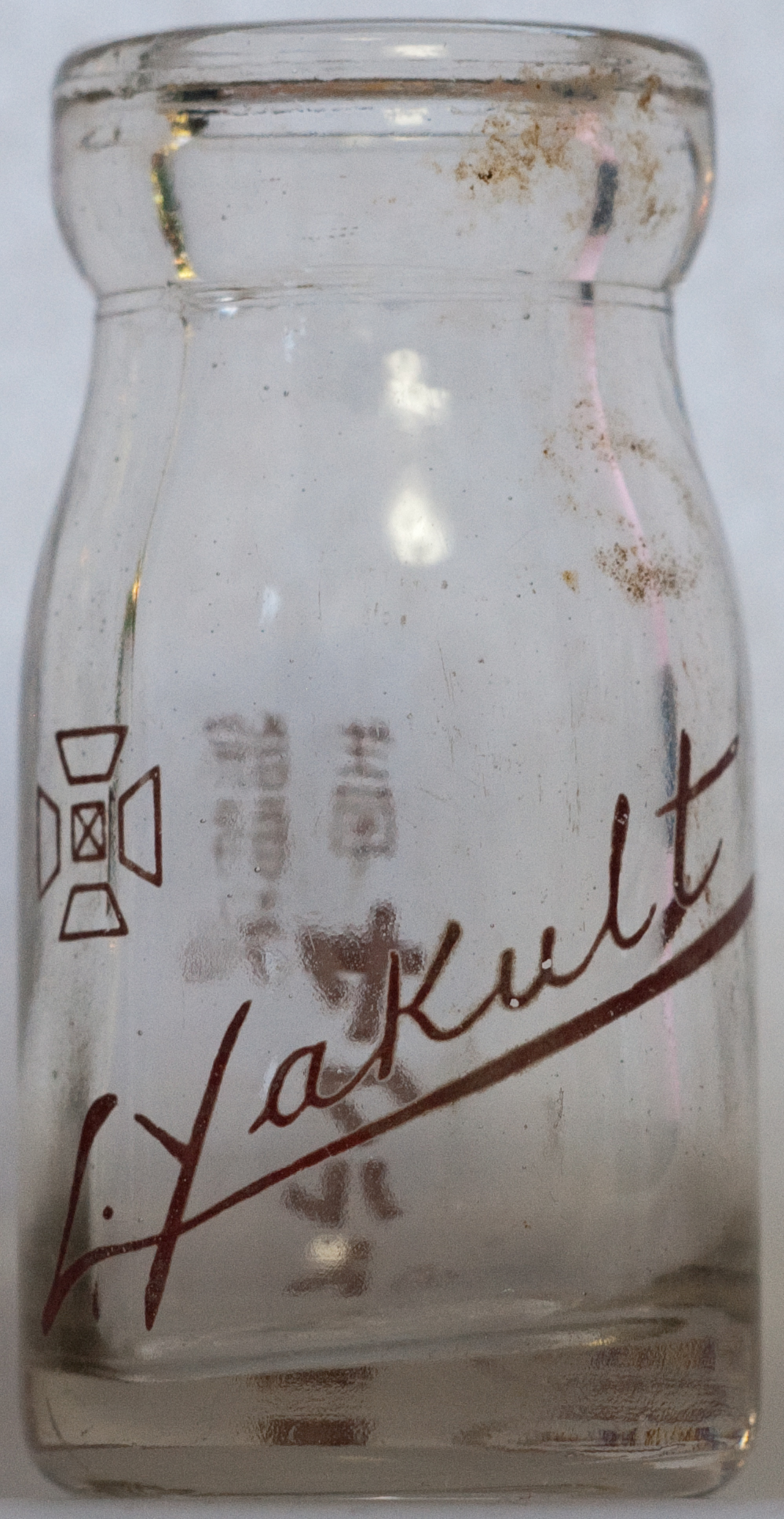
Yakult-Glasflasche vor 1968

Yakult (jap. ヤクルト Yakuruto) ist ein Getränk auf der Basis von Wasser, Magermilch, Zucker und einem speziellen Stamm von Milchsäurebakterien (Lactobacillus casei Shirota). Es wurde 1935 durch den japanischen Arzt und Wissenschaftler Minoru Shirota entwickelt und durch das Unternehmen Yakult Honsha Co. LTD vertrieben.
Für den europäischen Markt wird Yakult in Almere (Niederlande) hergestellt. Nach Herstellerangaben beträgt die Produktionskapazität des Werkes 10 Millionen Fläschchen pro Woche.

## Geschichte
Der japanische Arzt und Wissenschaftler Minoru Shirota forschte in den 1930er Jahren zum Thema Milchsäurebakterien und entdeckte den später nach ihm benannten Milchsäurebakteriumstamm Lactobacillus casei Shirota. 1935 entwickelte er daraus das Getränk „Yakult“ und führte es auf dem japanischen Markt ein. Der Name Yakult ist abgeleitet von „jahurto“, dem Esperanto-Wort für Joghurt.
1938 wurde Yakult als Marke registriert. 1955 wurde sein Unternehmen als K.K. Yakult Honsha (株式会社ヤクルト本社 Kabushiki kaisha Yakuruto Honsha) als Aktiengesellschaft in das Handelsregister eingetragen.
Von 1964 bis 1979 expandierte Yakult zunächst in andere asiatische Länder (Taiwan, Hongkong, Thailand, Korea, Philippinen, Singapur). Es folgten weitere asiatische und einige lateinamerikanische Länder. Von 1994 bis 2000 etablierte Yakult sich in 9 europäischen Ländern, beginnend mit den Niederlanden. 1996 wurde Yakult in Deutschland eingeführt, seit 2005 ist es in Österreich erhältlich. Ab 2002 eröffnete Yakult mehrere Produktionsstätten und Niederlassungen in der Volksrepublik China. Seit 2007 wird Yakult in den USA vertrieben.
Seit 1971 werden auch Kosmetika und seit 1975 Pharmazeutika produziert, die jedoch überwiegend nur auf dem asiatischen Markt erhältlich sind. Yakult unterhält zwei Forschungszentren. Das Yakult Central Institute for Microbiological Research wurde von Gründer Dr. Minoru Shirota 1955 gegründet und befindet sich seit 1967 in Tokyo. 2005 wurde in Europa das Yakult Honsha European Research Center in Gent, Belgien eingerichtet. Alle zwei Jahre findet das International Yakult Symposium mit Forschern aus aller Welt in verschiedenen Städten in Europa statt.
Das Unternehmen ist außerdem seit 1970 Eigentümer und Namensgeber der Profibaseballmannschaft Tōkyō Yakult Swallows (früher Yakult Atoms), meistens als Yakult abgekürzt. In Deutschland hat das Unternehmen 1996 gemeinsam mit der Oper Köln die Kinderoper gegründet und unterstützt sie als Gründungssponsor.

## Produkte
Kernprodukt des Unternehmens ist das Getränk Yakult. In Europa wird es als „Yakult Original“ (rot) und als kalorienreduziertes „Yakult Light“ (blau) angeboten. Seit Mitte 2013 ist „Yakult Plus“ (grün) mit zusätzlichem Vitamin C in Deutschland auf dem Markt. Yakult ist ein fermentiertes Getränk auf Basis von Magermilch. Es enthält Milchsäurebakterien des Stamms Lactobacillus casei Shirota. Nach Angaben des Unternehmens soll ein kühl gelagertes Fläschchen Yakult bis zum Ablauf des Mindesthaltbarkeitsdatums mindestens 6,5 Milliarden Lactobacillus casei Shirota enthalten.
In Asien und Südamerika produziert Yakult zudem weitere fermentierte Milch- und Joghurtprodukte mit dem Milchsäurebakterium Lb. casei Shirota oder mit Bifidobacterium breve Yakult. Hinzu kommen diverse funktionelle Getränke z. B. mit Gamma-Aminobuttersäure oder Polyphenolen.
Seit 1971 gibt es Yakult-Kosmetik unter anderem auf der Basis von Milchsäurebakterien.
1975 brachte Yakult die ersten verschreibungspflichtigen Medikamente auf den Markt.

### Zusammensetzung nach Herstellerangaben
Yakult Original
Zutaten:
- Wasser
- Magermilch
- Glukose-Fruktosesirup
- Zucker
- Dextrin
- Aroma
- Bakterienstamm Lactobacillus casei Shirota

| Nährwerte                   | pro 100 ml       | Portion (65 ml)  |
| --------------------------- | ---------------- | ---------------- |
| Brennwert                   | 280 kJ (66 kcal) | 182 kJ (43 kcal) |
| Eiweiß                      | 1,3 g            | 0,9 g            |
| Kohlenhydrate               | 14,7 g           | 9,6 g            |
| davon Zucker                | 14,2 g           | 9,2 g            |
| Fett                        | < 0,1 g          | < 0,1 g          |
| davon gesättigte Fettsäuren | < 0,1 g          | < 0,1 g          |
| Ballaststoffe               | 0 g              | 0 g              |
| Natrium                     | 0,02 g           | 0,01 g           |

Yakult Light
Zutaten:
- Wasser
- Magermilch
- Glukose-Fruktosesirup
- Maltitsirup
- Dextrin
- Aroma
- Süßstoff: Sucralose
- Bakterienstamm Lactobacillus casei Shirota

| Nährwerte                              | pro 100 ml       | Portion (65 ml)  |
| -------------------------------------- | ---------------- | ---------------- |
| Brennwert                              | 176 kJ (42 kcal) | 114 kJ (27 kcal) |
| Eiweiß                                 | 1,4 g            | 0,9 g            |
| Kohlenhydrate                          | 10,2 g           | 6,6 g            |
| davon Zucker                           | 5,6 g            | 3,6 g            |
| davon mehrwertige Alkohole Maltitsirup | 2,9 g            | 1,9 g            |
| Fett                                   | < 0,1 g          | < 0,1 g          |
| davon gesättigte Fettsäuren            | < 0,1 g          | < 0,1 g          |
| Ballaststoffe                          | 1,8 g            | 1,2 g            |
| Natrium                                | 0,02 g           | 0,01 g           |

Yakult Plus
Zutaten:
- Wasser
- Magermilch
- Maltitsirup
- Aroma
- verdauungsresistentes Dextrin (Ballaststoff)
- Glukose-Fruktosesirup
- Vitamin C (Ascorbinsäure)
- Süßstoff: Steviolglykoside
- Bakterienstamm Lactobacillus casei Shirota

| Nährwerte                              | pro 100 ml       | Portion (65 ml)  |
| -------------------------------------- | ---------------- | ---------------- |
| Brennwert                              | 193 kJ (46 kcal) | 125 kJ (30 kcal) |
| Eiweiß                                 | 1,3 g            | 0,8 g            |
| Kohlenhydrate                          | 10,8 g           | 7,0 g            |
| davon Zucker                           | 3,9 g            | 2,5 g            |
| davon mehrwertige Alkohole Maltitsirup | 5,5 g            | 3,6 g            |
| Fett                                   | < 0,1 g          | < 0,1 g          |
| davon gesättigte Fettsäuren            | < 0,1 g          | < 0,1 g          |
| Ballaststoffe                          | 3,2 g            | 2,1 g            |
| Natrium                                | 0,02 g           | 0,01 g           |
| Vitamin C                              | 18,5 mg          | 12,0 mg          |

## Wissenschaftliche Einordnung der Werbeaussagen
Früher warb Yakult mit diversen gesundheitlichen Angaben und bezeichnete das Produkt als „probiotisch“. Es gibt jedoch „keine Belege dafür, dass Lebensmittel mit speziellen Bakterienkulturen die Gesundheit positiv beeinflussen. Entsprechende Werbeaussagen sind wissenschaftlich nicht belegt und dürfen für Lebensmittel nicht verwendet werden.“ Yakult warb auch, das Produkt leiste „einen wertvollen Beitrag zur Erhaltung der Gesundheit“. Das Unternehmen selbst reichte bei der Europäischen Behörde für Lebensmittelsicherheit (EFSA) einen Antrag ein, dass seine Bakterien zur „Erhaltung der Immunabwehr“ beitragen. Die unabhängigen Wissenschaftler wiesen den Antrag ab, da er von Yakult nicht hinreichend belegt wurde.
Verbraucherschutzorganisationen und Medien kritisierten die Behauptungen von Yakult, insbesondere mit Verweis auf den hohen Zuckeranteil von 14,2 g pro 100 ml (zum Vergleich: 100 ml Coca-Cola enthalten durchschnittlich 10,6 g Zucker). Im Jahre 2006 brachte die Europäische Gemeinschaft die Health-Claims-Verordnung auf den Weg, die nach einer Übergangsfrist am 14. Dezember 2012 wirksam wurde und derartige Gesundheitsbehauptungen nur zulässt, nachdem die Produkte ein strenges Zulassungsverfahren durchlaufen haben.
Seitdem wirbt Yakult nur noch damit, die Bakterien würden den Darm lebend erreichen. Da keine Wirkungen im Darm nachgewiesen sind, trifft Yakult keine Aussage, was die Bakterien dort tun. Stattdessen startete Yakult eine Kampagne, die suggeriert, die Flaschen seien „Wissenschaft, keine Magie“.